# 綠燈俠在其他媒介
在多年间，DC漫画超级英雄绿光戰警已多次化身于大众媒体。

## 小说
《睡眠者》是由迈克·巴伦创作与克里斯托夫·普里斯特写作的三部曲。每卷侧重于各不相同的绿灯侠——凯尔·雷纳、艾伦·斯科特与哈尔·乔丹。
口袋书公司出版了一系列美国正义联盟的小说。其中，克里斯多夫·戈登著的《消灭者》将哈尔·乔丹涵盖进来作为战队的一部分，丹尼斯·奥尼尔著的《英雄的追求》是一部绿灯侠的独角戏。

## 电影

《綠燈俠》中的哈爾·喬丹，由萊恩·雷諾斯飾演

### DC擴展宇宙

#### 正義聯盟
在2017年真人電影《正義聯盟》，綠光戰警亞蘭·戈（Yalan Gur）在一段回憶片段中出現。